# Anna Moorhouse
Anna Moorhouse (Oldham, 30 maart 1995) is een voetbalspeelster uit Engeland. Ze speelt als doelverdediger voor Orlando Pride in de NWSL.

## Clubcarrière
Moorhouse werd op elfjarige leeftijd onderdeel van een jongensteam van Chadderton Grasshoppers. Na drie jaar mocht ze niet meer onderdeel zijn van het team. Ze stapte over naar een meisjesteam van Chaddy End alvorens ze periodes uitkwam voor Rocs FC en Oldham Athletic. In 2011 werd Moorhouse op zestienjarige leeftijd gescout door Manchester United. Ze kwam een jaar uit in het regionale talententeam van de club die nog geen hoofdmacht had. Hierdoor vertrok Moorhouse naar Everton FC, waar ze haar profdebuut maakte. Moorhouse moest echter Rachel Brown en Daniele Hill in haar eerste seizoen en Lizzie Durack en Megan Walsh in haar tweede seizoen voor zich dulden in de pikorde.
In 2014 voegde Moorhouse zich bij het nieuw opgerichte Durham, waarmee ze actief was in de Championship. In twee seizoenen bij de club kwam ze tot vijftien optredens.
In 2016 promoveerde Moorhouse naar de Super League door over te stappen naar Doncaster Rovers, waar ze de concurrentiestrijd met Nicola Hobbs aanging. Ze maakte viermaal haar opwachting voor de club, waaronder de laatste wedstrijd tegen Reading FC nadat Doncaster al was gedegradeerd.
Voorafgaand aan het seizoen 2017 maakte Moorhouse de overstap naar Arsenal. Voor de Londenaren maakte ze haar debuut op 20 mei 2017 in de laatste wedstrijd van het seizoen, een 4-2 overwinning op Birmingham City. In het seizoen 2017/18 maakte Moorhouse viermaal haar opwachting als tweede keepster achter Sari van Veenendaal. Ook in de FA Cup en League Cup mocht Moorhouse meermaals keepen. In beide finales was het echter Van Veenendaal die onder de lat verscheen, waarmee de League Cup werd gewonnen en de finale van de FA Cup werd verloren.
In juli 2018 verliet Moorhouse Arsenal om meer kans te hebben om eerste keepster te kunnen worden bij het naar de Super League gepromoveerde West Ham United. Ze deelde haar plek onder de lat met Rebecca Spencer en kwam tot 10 competitiewedstrijden. Ook werd met Moorhouse als basisspeelster de finale van de FA Cup behaald die in het Wembley Stadium met 3-0 verloren ging tegen Manchester City. Nadat Spencer de club had verlaten, werd Moorhouse opnieuw tweede keepster achter de nieuw aangetrokken Courtney Brosnan. Ze kwam tot vier competitiewedstrijden en vier bekerwedstrijden voordat haar contract afliep en ze West Ham United achter zich liet.
In juni 2020 maakte Moorhouse transfervrij de overstap naar het Franse Girondins de Bordeaux waar ze de vervanger was van de in die zomer vertrokken Erin Nayler. Als eerste keus onder de lat keepte Moorhouse 20 van de 22 competitiewedstrijden. Daarin kreeg ze 15 doelpunten tegen en hield ze tien keer de nul. Door ol de derde plaats te eindigen, plaatste Bordeaux zich voor het eerst in de clubgeschiedenis voor de kwalificatiereeks voor de Champions League.  In haar Champions Leaguedebuut kwam Moorhouse met haar club tot overwinningen op het Tsjechische 1. FC Slovácko en het Zweedse Kristianstads DFF alvorens te worden uitgeschakeld na penalty's tegen het Duitse VfL Wolfsburg. Moorhouse werd in de rust van de wedstrijd gewisseld en zag haar ploeg verliezen. In het seizoen 2021/22 werd Moorhouse tweede keus na de doorbraak van Mylène Chavas. In januari 2022 liet ze Girondins de Bordeaux achter zich. Frustraties over de speelstijl van de nieuw aangestelde trainer Patrice Lair lagen ten grondslag aan dit besluit.
In januari 2022 tekende Moorhouse een contract bij het Amerikaanse Orlando Pride actief in de NWSL. De club betaalde een transfersom om haar te kunnen vastleggen en daarmee het gemis van de vertrokken Ashlyn Harris op te vangen. Ook hier was te tweede keus, ditmaal achter Erin McLeod. Op 30 maart 2022 maakte Moorhouse haar debuut voor Orlando Pride in een 1-0 nederlaag tegen NJ/NY Gotham FC in de NWSL Challenge Cup. Tijdens absentie van McLeod maakte Moorhouse tweemaal haar opwachting. Hierna verloor ze opnieuw haar plek onder de lat ten faveure van Kaylie Collins, die haar profdebuut maakte. In totaal kwam Moorhouse tot vijf optredens in haar debuutseizoen waarin ze dertien doelpunten tegenkreeg. Nadat McLeod Orlando Pride had verlaten, groeide Moorhouse alsnog uit tot eerste keus onder de lat. In de openingswedstrijd op 26 maart 2023 tegen Portland Thorns FC maakte Moorhouse twaalf reddingen, wat een clubrecord was. Na twee nederlagen mocht Collins weer starten in de wedstrijden. Ook Carry Nelson mocht haar debuut maken in de Challenge Cup. Moorhouse keerde terug onder de lat tijdens de eerste overwinning van Orlando Pride van het seizoen tegen San Diego Wave FC. In haar negende optreden voor de club tegen Racing Louisville FC, hield Moorhouse voor het eerst de nul.
In het seizoen 2024 mocht Moorhouse iedere wedstrijd keepen en kreeg ze een NSWL-record op haar naam door dertien keer de nul te houden, waarmee ze vorige recordhoudster Adrianna Franch met 17 clean sheets voor Portland Thorns FC achter zich liet. Ook won ze met haar club het NWSL Shield en wist 24 wedstrijden land ongeslagen te blijven met daarin een reeks van 18 gewonnen wedstrijden.

## Statistieken
| Seizoen | Club                  | Land             | Competitie          | Wedstrijden | Doelpunten |   |
| ------- | --------------------- | ---------------- | ------------------- | ----------- | ---------- | - |
| 2012    | Manchester City       | Engeland         | Super League        | 0           | 0          |   |
| 2013    | Manchester City       | Engeland         | Super League        | 3           | 0          |   |
| 2014    | Durham                | Engeland         | Championship        | 5           | 0          |   |
| 2015    | Durham                | Engeland         | Championship        | 4           | 0          |   |
| 2016    | Doncaster Rovers      | Engeland         | Super League        | 4           | 0          |   |
| 2017    | Arsenal               | Engeland         | Super League        | 1           | 0          |   |
| 2017/18 | Arsenal               | Engeland         | Super League        | 4           | 0          |   |
| 2018/19 | West Ham United       | Engeland         | Super League        | 10          | 0          |   |
| 2019/20 | West Ham United       | Engeland         | Super League        | 4           | 0          |   |
| 2020/21 | Girondins de Bordeaux | Frankrijk        | Division 1 Féminine | 20          | 0          |   |
| 2021/22 | Girondins de Bordeaux | Frankrijk        | Division 1 Féminine | 4           | 0          |   |
| 2022    | Orlando Pride         | Verenigde Staten | Division 1 Féminine | NWSL        | 2          | 0 |
| 2023    | Orlando Pride         | Verenigde Staten | Division 1 Féminine | NWSL        | 19         | 0 |
| 2024    | Orlando Pride         | Verenigde Staten | 26                  | NWSL        | 0          |   |
| 2025    | Orlando Pride         | Verenigde Staten | 3                   | NWSL        | 0          |   |
| Totaal  | Totaal                | Totaal           | Totaal              | 106         | 0          |   |

Laatste update: 5 juni 2025

## Interlandcarrière
Moorhouse werd in juli 2024 voor het eerst opgeroepen voor het Engelse nationale team voor wedstrijden tegen Ierland en Zweden in de kwalificatiereeks voor het EK 2025. Ze bleef op de bank achter eerste keus Hannah Hampton en met Khiara Keating naast haar op de bank. In de daarop volgende interlandperiodes werd ze opnieuw opgeroepen en bleef ze wederom op de bank tegen Duitsland en Zuid-Afrika. Hampton en Mary Earps keepten beiden een wedstrijd.
Op 6 juni 2025 werd Moorhouse opgenomen in de Engelse selectie voor op het EK 2025 in Zwitserland. Met haar land werd ze op 27 juli 2025 Europees kampioen door in de finale na penalty's af te rekenen met Spanje.
1 Hampton ·
2 Bronze ·
3 Charles ·
4 Walsh ·
5 Greenwood ·
6 Williamson  ·
7 James ·
8 Stanway ·
9 Mead ·
10 Toone ·
11 Hemp ·
12 Le Tissier ·
13 Moorhouse ·
14 Clinton ·
15 Morgan ·
16 Carter ·
17 Agyemang ·
18 Kelly ·
19 Beever-Jones ·
20 Park ·
21 Keating ·
22 Wubben-Moy ·
23 Russo ·
Coach: Wiegman